# Ferdinand, der Stier (Kinderbuch)

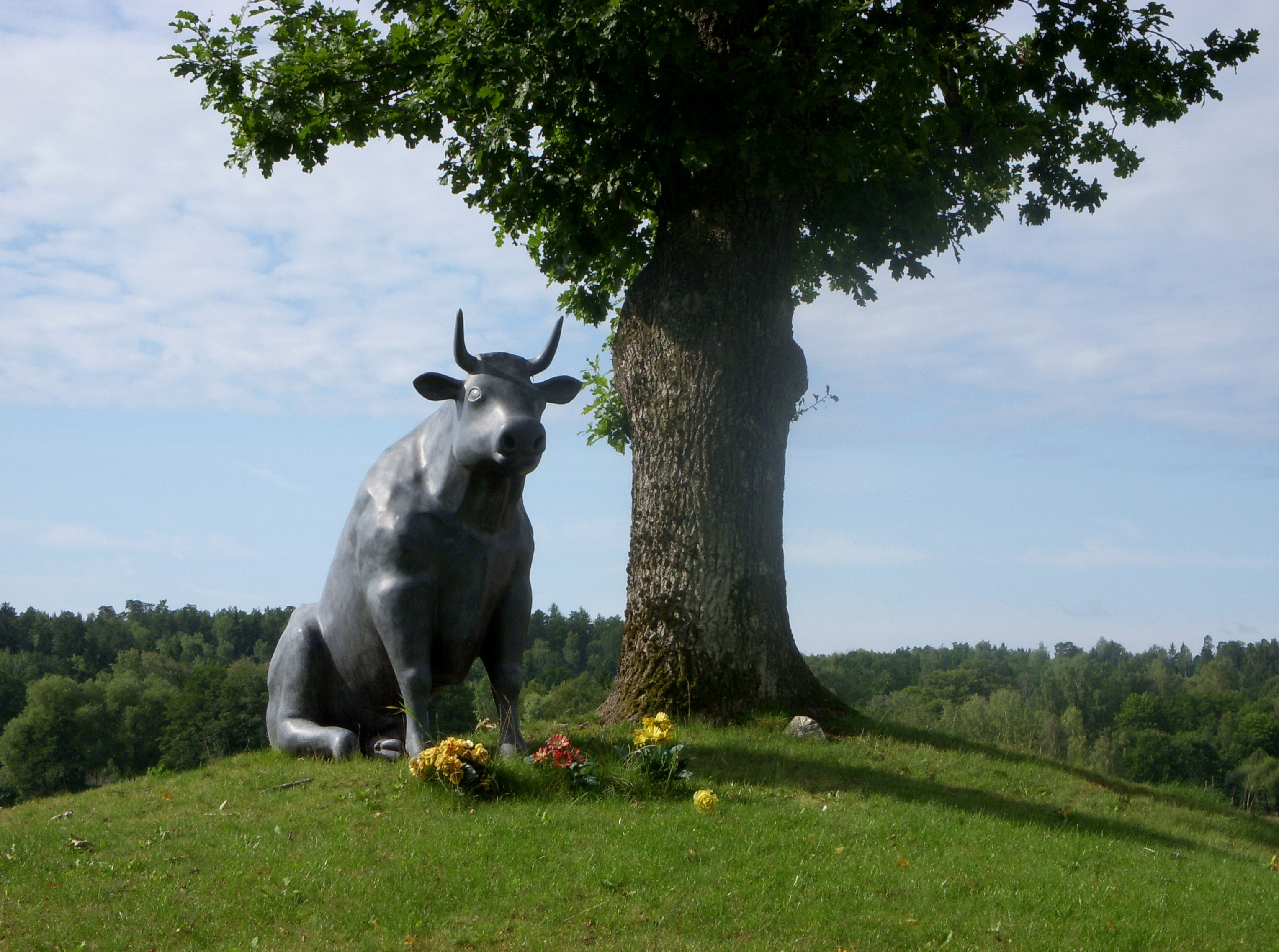
Ferdinand, der Stier, als Skulptur auf Helgö in Schweden, 2008

Ferdinand, der Stier ist der deutsche Titel des 1936 erschienenen Kinderbuchs The Story of Ferdinand des US-amerikanischen Autors Munro Leaf (1905–1976).

## Inhalt
Die Hauptfigur des Buches, Ferdinand, ist ein junger spanischer Stier, der lieber an den Blumen auf seiner Weide riecht, als in der Stierkampfarena gegen Toreros anzutreten. Eines Tages aber wird er von einer Hummel, im Film von 1938 von einer Hornisse, gestochen, und vor Schmerz gebärdet er sich wie wild. Als das die Manager der Stierkampfarena sehen, kaufen sie ihn sofort für den nächsten großen Stierkampf. In der Arena ist er jedoch friedfertig wie immer. Damit bringt er die Banderillios, Picadores und nicht zuletzt den Torero zur Verzweiflung, und es bleibt ihnen nichts anderes übrig, als Ferdinand wieder in seine Heimat zu schaffen.

## Entstehung und Rezeption
Leaf soll 1935 das Büchlein in 40 Minuten geschrieben haben, um seinem Freund Robert Lawson eine Gelegenheit zu geben, sein Talent als Illustrator zu beweisen. Es erschien 1936 und wurde umgehend zum Bestseller.
Nachdem allerdings nur wenige Monate zuvor der Spanische Bürgerkrieg (Juli 1936 – April 1939) ausgebrochen und sich Franco zum Diktator erhoben hatte, wurde die Geschichte von einigen erwachsenen Lesern als „bittere Satire des Pazifismus“ und „wahlweise als rote oder als pro-faschistische Propagandafabel“ kritisiert. Der Autor dementierte diese Intention wiederholt und erklärte im Interview mit der New York Times, Ferdinands Unwille, in Madrid zu kämpfen, sei „nicht mehr (und nicht weniger) als der Ausdruck des guten Geschmacks und der Charakterstärke des Helden“; Ferdinand sei „einfach eine erhabene Seele, ein Philosoph“. In den folgenden Jahren wurde die Erzählung auch international erfolgreich und in zahlreiche Sprachen übersetzt.
Alle bisherigen deutschsprachigen Ausgaben verwenden die Übersetzung von Fritz Güttinger. Diese erschien unter Verwendung der Illustrationen Lawsons erstmals 1942 unter dem Titel Ferdinand, der Stier beim Verlag Amstutz, Herdeg und Co. mit Sitz in Zürich und Leipzig. Weite Verbreitung fand das Buch 1946 im kriegszerstörten Berlin, als die aus dem amerikanischen Exil zurückgekehrte Jella Lepman (später Gründerin der Internationalen Jugendbibliothek) tausende Exemplare unter den Kindern der Stadt verteilte.
Ebenfalls unter diesem Titel veröffentlichte der Ost-Berliner Alfred Holz Verlag 1965 eine weitere Version, deren Bilder von Werner Klemke stammten. Diese Fassung wurde auch vom bundesdeutschen Parabel-Verlag München in Lizenz übernommen. Erst 1977 veröffentlichte der Schweizer Diogenes-Verlag unter dem Titel Ferdinand wieder eine Fassung mit den Originalzeichnungen Lawsons.
Clive Barnes schreibt in seiner Rezension: „Die Schwarz-Weiß-Illustrationen haben jeweils eine Seite für sich. Die Bilder, der Umgang mit Freiflächen und das Verhältnis zwischen Text und Bildern überzeugen durchweg. Die Korkeiche hängt voller Weinkorken, und die Stierkämpfer sind herrlich herausgeputzt und chaotisch. Neben aller Komik wirft das Buch implizit Fragen auf: Wie geht der Mensch mit Tieren um? Welches Verhalten wird von Männern, Knaben (und Stieren) erwartet? Vielleicht ist es kein Zufall, dass das Buch zu jener Zeit erschien, als Ernest Hemingway in seinen Romanen den Stierkampf als Inbegriff männlichen Mutes und Draufgängertum feierte.“

## Referenzen
Ferdinand, der Stier ist in dem literarischen Nachschlagewerk 1001 Kinder- und Jugendbücher – Lies uns, bevor Du erwachsen bist! für die Altersstufe 3+ Jahre enthalten.

## Verfilmungen
Im Jahr 1938 adaptierte Walt Disney das Buch unter dem Titel Ferdinand, der Stier (OT Ferdinand the Bull) als kurzen Zeichentrickfilm im Schmalfilmformat 16 mm ähnlich denen seiner Reihe Silly Symphonies. Im darauf folgenden Jahr erhielt dieser Film den Oscar in der Kategorie Bester Kurzfilm (Zeichentrick).
Im Dezember 2017 folgte eine (erneut US-amerikanische) Verfilmung in Spielfilmlänge durch die Blue Sky Studios unter Verwendung moderner Computeranimationstechnik. Sie trägt den Titel Ferdinand – Geht STIERisch ab! (OT Ferdinand).

### Ausgaben
- The Story of Ferdinand. Mit Zeichnungen von Robert Lawson. Viking Press, New York 1936. (Amerikanische Erstausgabe)
- Ferdinand, der Stier. Amstutz, Herdeg & Co., 1942.
- Ferdinand. Aus dem Amerikanischen von Fritz Güttinger. Mit Zeichnungen von Robert Lawson. Diogenes, Zürich 1993, ISBN 3-257-00742-6

### Sekundärliteratur
- John Gall: A Physician's Take on Ferdinand. In: Elizabeth Goodenough und Andrea Immel (Hrsg.): Under Fire: Childhood in the Shadow of War. Wayne State University Press, Detroit 2008, S. 223–227, ISBN 978-81-433-4040-5
- Martin Grotjahn: Ferdinand the Bull: Psychoanalytic Remarks about a Modern Totem Animal. In: American Imago 1, 1940, S. 33–41.
- Sharon McQueen: The Story of "The Story of Ferdinand": The Creation of a Cultural Icon. Ph.D.-Dissertation, University of Wisconsin-Madison 2012.
- Jean Streufert Patrick: Robert Lawson's The Story of Ferdinand: Death in the Afternoon or Life Under the Cork Tree?. In:  Perry Nodelman (Hrsg.): Touchstones: Reflections on the Best in Children's Literature, Bd. 3: Picture Books. Children's Literature Association, West Lafayette, IN 1989, S. 74–84, ISBN 0-937263-03-6
- Michael Steig: Ferdinand and Wee Gillis at Half-Century. In: Children's Literature Association Quarterly 14:3, 1989, S. 118–123.